# Гедеон Оксана Михайлівна
Окса́на (Роксана) Миха́йлівна Гедео́н (нар. 9 грудня 1973, Краматорськ) — прозаїк.
Народилася 9 грудня 1973 р. в м. Краматорську Донецької області.
Закінчила кафедру кінознавства Київського театрального інституту (педагоги — Марина Братерська-Дронь, Валентина Слободян тощо). Директор департаменту з видавничої діяльності в «Українському центрі вивчення соціальних відносин та соціальної орієнтації». Пише російською та українською мовами.

## Твори
Автор книжок «Фея Семи Лесов», «Валтасаров пир», «Дни гнева, дни любви», «Край вечных туманов», «Дыхание земли», «Хазяйка Розового замка».